# سیارک ۳۰۸۵۱
سیارک ۳۰۸۵۱ (به انگلیسی: 30851 Reissfelder، نامگذاری:1991TD6) سی هزار و هشتصد و پنجاه و یکمین سیارک کشف شده‌است که در ۲ اکتبر ۱۹۹۱ کشف شد.